# Croisières sidérales
Pour plus de détails, voir Fiche technique et Distribution.
Croisières sidérales est un film français d'André Zwobada sorti en 1942. 
En avance sur son époque, il présente la particularité de mettre en scène une femme scientifique. C'est le seul film de science-fiction tourné pendant l'occupation.

## Synopsis
La relativité du temps : quinze jours intersidéraux représentent vingt-cinq ans du temps terrestre. Françoise, jeune mariée, part dans la stratosphère sans son mari, mais avec Lucien, joyeux père d'un beau bébé. Une erreur de manipulation les projette dans l'espace. Au retour, le mari de Françoise aura les cheveux gris et le bébé sera en passe de se marier.

## Fiche technique
- Titre : Croisières sidérales
- Réalisation : André Zwobada
- Scénario : Pierre Guerlais
- Adaptation et dialogues : Pierre Bost
- Opérateur : Jean Isnard
- Musique : Georges Van Parys
- Décors : Henri Mahé
- Son : Robert Ivonnet
- Montage : Raymond Lamy
- Production : Industrie Cinématographique et Alliance Cinématographique Moderne.
- Directeur de production : René Montis
- Distribution : Pathé Consortium Cinéma
- Format :  Son mono - 35 mm - Noir et blanc - 1,37:1
- Tournage dans les studios d'Epinay-sur-Seine à partir du 12 novembre 1941
- Genre :  Science-fiction
- Durée : 95 minutes
- Date de sortie :
  - France : 19 avril 1942
- Affiche : Roger Cartier (France)

## Distribution
- Madeleine Sologne : Françoise Monier, aéronaute
- Julien Carette : Lucien Marchand, garçon de laboratoire et aéronaute
- Jean Marchat : Robert Monier, le mari de Françoise
- Suzanne Dehelly : Georgette Marchand, la femme de Lucien
- Suzanne Dantès : Camille, l'actrice
- Simone Allain : Béatrice
- Guita Karen : la Vénusienne
- Violette Briet : Marie
- Luce Ferrald : Gaby, la jeune mariée
- Solange Guibert : la barmaid
- Robert Arnoux : M. Antoine, le banquier
- Paul Olivier : l'oncle
- Auguste Boverio : le directeur de l'institut
- Jean Dasté : M. Pépin, le rouspéteur
- Marcel Maupi : le policier
- Paul Frankeur : le premier bonimenteur
- Jean Morel : le commandant
- Georges Jamin : Gustave
- Hubert de Malet : le Vénusien
- Tony Jacquot : le jeune marié
- Alfred Adam : le décorateur
- Richard Francoeur : Charles
- Serge Laroche : Philippe
- Philippe Olive : le second bonimenteur
- Pierre Ferval : un employé de l'institut
- François Joux  : le journaliste
- Albert Michel : l'employé du commissariat
- Jacques Dufilho : un bûcheron
- Emile Riandreys : un homme au bistrot
- Maurice Pierrat : le speaker
- René Lacourt : un bûcheron
- Lucien Desagneaux : un homme à la gare sidérale
- Maurice Marceau : un technicien de l'institut scientifique
- Maurice Salabert : le mécanicien-chef
- Géo Forster : un homme à la gare sidérale
- Erno Crisa (non crédité) : l'homme sur le manège
- Joe Davray
- Bourvil : une figuration en scientifique au début du film (non crédité)[3]

## Autour du film
Parmi les figurants se trouvent des personnes encore peu connues à l'époque dont Bourvil et Jacques Dufilho.
Le thème du décalage du temps à la suite d'un voyage stratosphérique (cf. le paradoxe de Langevin) n'avait jamais été utilisé dans un film mais en 1935, Alain Saint-Ogan, y fait appel dans sa bande dessinée Zig et Puce au XXIe siècle (voir la page intitulée « Retour sur la Terre »).
Un des personnages du film écrit sur un tableau dans une des scènes (de 0:33:37 à 0:34:24) une transformation de Lorentz concernant le calcul du temps en relativité restreinte : {\displaystyle \gamma ={\frac {x-vt}{\sqrt {1-{\frac {v^{2}}{c^{2}}}}}}} pour expliquer le phénomène de dilatation des durées qu'ils ont subi, mais sans mentionner Albert Einstein afin de pouvoir passer la censure de l'époque.
Lors d'une scène du film, quand Julien Carette arrache un boitier dans l'engin spatial, on aperçoit très nettement un technicien du film.